# NSZK–Ausztria (1982-es labdarúgó-világbajnokság)
Az 1982-es labdarúgó-világbajnokság NSZK–Ausztria mérkőzését a spanyolországi Gijónban, az El Molinón stadionban játszották 1982. június 25-én. A mérkőzés a „gijóni megnemtámadási szerződés” néven híresült el, és a kimenetele miatt a FIFA megváltoztatta a jövőbeni labdarúgó-világbajnokságok lebonyolításának egyik gyakorlatát.
Ez volt a világbajnokság 2-es csoportjának utolsó mérkőzése. A csoportban még Algéria és Chile szerepelt. Ők még az előző napon, június 24-én lejátszották utolsó mérkőzésüket, amelyet Algéria 3–2-re megnyert. Az utolsó mérkőzést NSZK és Ausztria játszotta. Az Algéria–Chile mérkőzés eredménye azt jelentette, hogy ha az NSZK egy vagy két góllal nyer, akkor az NSZK és Ausztria jut tovább a csoportból, Algéria pedig kiesik. 10 perc után a német csapat vezetést szerzett és a későbbiekben már nem is változott az állás. A hátralévő időben néhány gyenge kapura lövésen kívül semmi nem történt, az NSZK nyerte a mérkőzést 1–0-ra.
Az 1978-as világbajnokságon a házigazda argentin csapat hasonló előzmények után játszotta le utolsó mérkőzését a középdöntőben. Az utolsó mérkőzést Argentína Peruval játszotta, az argentinok ismerték a nap folyamán már lejátszott Brazília–Lengyelország mérkőzés eredményét. Argentína 6–0-ra győzött és Brazíliát megelőzve, jobb gólkülönbséggel bejutott a döntőbe.
A két mérkőzés eredménye, és a hasonló esetek elkerülése miatt a FIFA ezt követően vezette be azt a gyakorlatot, hogy a csoportkör utolsó mérkőzéseit azonos időpontban játsszák.

## Előzmények
Algéria az első fordulóban meglepetésre 2–1-re legyőzte az NSZK-t, ezzel Algéria lett az első afrikai csapat, amely egy világbajnokságon európai csapatot le tudott győzni. A második körben Ausztriától 2–0 arányban veszítettek, az utolsó fordulóban pedig 3–2-re győzték le a chilei csapatot. Chilét az NSZK és Ausztria is egyaránt legyőzte.
A 2. csoport korábbi eredményei
| Dátum      | Eredmény | Eredmény | Eredmény |
| ---------- | -------- | -------- | -------- |
| június 16. | NSZK     | 1–2      | Algéria  |
| június 17. | Chile    | 0–1      | Ausztria |
| június 20. | NSZK     | 4–1      | Chile    |
| június 21. | Algéria  | 0–2      | Ausztria |
| június 24. | Algéria  | 3–2      | Chile    |

Az alábbi táblázat az Algéria–Chile mérkőzés utáni állapotot mutatja. Az akkori szabályok szerint a győzelemért 2 pont, a döntetlenért 1 pont járt. Azonos pontszám esetén elsőként a jobb gólkülönbség döntött a sorrendről. A csoportokból az első két helyezett juthatott tovább a 12 csapatos középdöntőbe. A harmadik fordulóban az Algéria–Chile mérkőzés eredményét látva a németek és az osztrákok tudták, hogy milyen eredménnyel juthatnak tovább.
| Hely. | Csapat   | M | Gy | D | V | G+ | G– | Gk | P | Továbbjutás              |
| ----- | -------- | - | -- | - | - | -- | -- | -- | - | ------------------------ |
| 1.    | Ausztria | 2 | 2  | 0 | 0 | 3  | 0  | +3 | 4 | Továbbjut a középdöntőbe |
| 2.    | Algéria  | 3 | 2  | 0 | 1 | 5  | 5  | 0  | 4 | Továbbjut a középdöntőbe |
| 3.    | NSZK     | 2 | 1  | 0 | 1 | 5  | 3  | +2 | 2 |                          |
| 4.    | Chile    | 3 | 0  | 0 | 3 | 3  | 8  | −5 | 0 |                          |

Az NSZK-nak mindenképpen győznie kellett a továbbjutáshoz. Amennyiben az NSZK–Ausztria mérkőzésen az NSZK egy vagy két góllal nyer, akkor az NSZK és Ausztria jut tovább, ha a német csapat három vagy több góllal nyer, akkor az NSZK és Algéria jut tovább.
A nyugatnémet és az osztrák csapat az 1978-as vb-n a középdöntőben is találkozott. Az NSZK versenyben volt a csoport második helyéért, ami a bronzmérkőzésen való részvételt jelentette volna számukra. Az osztrákok azonban 3–2-re győztek, a németek a másnapi olasz–holland találkozótól függetlenül a harmadik helyen végeztek és kiestek. A mérkőzést a „córdobai csoda” néven emlegetik. Ennek a mérkőzésnek a visszavágójaként harangozták be ezt a csoportmérkőzést.

## A mérkőzés
A mérkőzés 10. percében Horst Hrubesch góljával vezetést szerzett az NSZK, amely Ausztria első kapott gólja volt a vb-n. Ezt követően néhány gyenge támadást leszámítva semmi érdemleges nem történt. Úgy nézett ki, mintha Ausztria nem törekedne arra, hogy megnyerje a csoportot, azaz kiegyenlítsen, vagy megnyerje a mérkőzést és az NSZK sem törekedett arra, hogy több gólt szerezzen. A mérkőzés 1–0-s nyugatnémet győzelemmel zárult, ami mindkét csapat továbbjutását jelentette.
| 1982. június 25. 17:15 CEST |

| NSZK         | 1–0               | Ausztria |
| ------------ | ----------------- | -------- |
| Hrubesch 10' | (1–0) Jegyzőkönyv |          |

| El Molinón, Gijón Nézőszám: 41 000 Játékvezető: Bob Valentine (skót) |

| NSZK | Ausztria |

| NSZK:                |    |                       |     |
|                      |    |                       |     |
| KA                   | 1  | Harald Schumacher     |     |
| V                    | 2  | Hans-Peter Briegel    |     |
| V                    | 3  | Paul Breitner         |     |
| V                    | 4  | Karlheinz Förster     |     |
| V                    | 6  | Wolfgang Dremmler     |     |
| KP                   | 7  | Pierre Littbarski     |     |
| CS                   | 9  | Horst Hrubesch        | 68' |
| CS                   | 11 | Karl-Heinz Rummenigge | 66' |
| KP                   | 14 | Felix Magath          |     |
| KP                   | 15 | Uli Stielike          |     |
| V                    | 20 | Manfred Kaltz         |     |
| Cserék:              |    |                       |     |
| KA                   | 21 | Bernd Franke          |     |
| KA                   | 22 | Eike Immel            |     |
| V                    | 5  | Bernd Förster         |     |
| CS                   | 8  | Klaus Fischer         | 68' |
| KP                   | 10 | Hansi Müller          |     |
| V                    | 12 | Wilfried Hannes       |     |
| CS                   | 13 | Uwe Reinders          |     |
| CS                   | 16 | Thomas Allofs         |     |
| KP                   | 17 | Stephan Engels        |     |
| KP                   | 18 | Lothar Matthäus       | 66' |
| V                    | 19 | Holger Hieronymus     |     |
| Szövetségi kapitány: |    |                       |     |
| Jupp Derwall         |    |                       |     |

| AUSZTRIA:                     |    |                      |     |
|                               |    |                      |     |
| KA                            | 1  | Friedrich Koncilia   |     |
| V                             | 2  | Bernd Krauss         |     |
| V                             | 3  | Erich Obermayer      |     |
| V                             | 4  | Josef Degeorgi       |     |
| V                             | 5  | Bruno Pezzey         |     |
| KP                            | 6  | Roland Hattenberger  |     |
| CS                            | 7  | Walter Schachner     | 32' |
| KP                            | 8  | Herbert Prohaska     |     |
| CS                            | 9  | Hans Krankl          |     |
| KP                            | 10 | Reinhold Hintermaier | 32' |
| V                             | 19 | Heribert Weber       |     |
| Cserék:                       |    |                      |     |
| KA                            | 21 | Herbert Feurer       |     |
| KA                            | 22 | Klaus Lindenberger   |     |
| KP                            | 11 | Kurt Jara            |     |
| V                             | 12 | Anton Pichler        |     |
| V                             | 13 | Max Hagmayr          |     |
| KP                            | 14 | Ernst Baumeister     |     |
| KP                            | 15 | Johann Dihanich      |     |
| KP                            | 16 | Gerald Messlender    |     |
| KP                            | 17 | Johann Pregesbauer   |     |
| CS                            | 18 | Gernot Jurtin        |     |
| CS                            | 20 | Kurt Welzl           |     |
| Szövetségi kapitány:          |    |                      |     |
| Felix Latzke és Georg Schmidt |    |                      |     |

## Következmények
A csoport végeredménye:
| Hely. | Csapat   | M | Gy | D | V | G+ | G– | Gk | P | Továbbjutás                 |
| ----- | -------- | - | -- | - | - | -- | -- | -- | - | --------------------------- |
| 1.    | NSZK     | 3 | 2  | 0 | 1 | 6  | 3  | +3 | 4 | Továbbjutott a középdöntőbe |
| 2.    | Ausztria | 3 | 2  | 0 | 1 | 3  | 1  | +2 | 4 | Továbbjutott a középdöntőbe |
| 3.    | Algéria  | 3 | 2  | 0 | 1 | 5  | 5  | 0  | 4 |                             |
| 4.    | Chile    | 3 | 0  | 0 | 3 | 3  | 8  | −5 | 0 |                             |

Az NSZK 1–0-s győzelme azt jelentette, hogy három 4 pontos csapat lett, és a szabályok szerint a jobb gólkülönbség döntött a sorrendről, az első két helyezett jutott tovább a középdöntőbe. Így az NSZK és Ausztria továbbjutott, Algéria pedig kiesett.
Az afrikai csapat megóvta a mérkőzést, azonban a két európai csapat semmilyen szabálytalanságot nem követett el, az óvást elutasították. A mérkőzés következményeként az 1984-es Európa-bajnokságtól és az 1986-os világbajnokságtól kezdődően a csoportkör utolsó két mérkőzését azonos időpontban játsszák.
A két ország szövetsége szerint nem volt egyezkedés, a FIFA nem vizsgálódott. Az osztrák Walter Schachner több mint 20 évvel később elismerte, hogy megegyezés is volt a két csapat játékosai között a végeredménnyel kapcsolatban, a német Hans-Peter Briegel pedig tagadta ezt.